# Abercrombie & Fitch
Abercrombie & Fitch (A&F) er en amerikansk tøjproducent, hvis markedsføring er rettet mod et ungt publikum. Abercrombie & Fitch består af fem varemærker: Flagskibet Abercrombie & Fitch samt abercrombie kids, Hollister Co. Ruehl No.925 og undertøjsmærket Gilly Hicks. Kun Abercrombie & Fitch, abercrombie kids og Hollister eksisterer stadig i dag. Gilly Hicks og Ruehl No.925 lukkede i 2015 og 2010. Abercrombie & Fitch produkter forhandles kun i Abercrombie & Fitch's egne butikker i USA, Canada, Saudi Arabien, Europa og Asien samt via selskabets hjemmeside.
Abercrombie & Fitch blev grundlagt i 1892 af David T. Abercrombie og Ezra Fitch. Firmaet forhandlede oprindeligt sports- og ekskursionsudstyr. Selskabet havde finansielle problemer fra midten af 1960'erne til det i 1988 blev købt af The Limited. Med åbningen af en butik i London i 2007 påbegyndtes en større ekspansionsbølge i Europa, der bl.a. indebar, at Abercrombie & Fitch i 2010 åbnede en butik på Købmagergade i København. Der er Abercrombie til både børn og voksne.